# Den siste scouten
Den siste scouten (engelska: The Last Boy Scout) är en amerikansk action-thriller från 1991 som är regisserad av Tony Scott med Bruce Willis i huvudrollen som Joe Hallenbeck.

## Handling
Efter ett mord på strippan Cory (Halle Berry) möts den före detta Secret Service-agenten Joe Hallenbeck (Bruce Willis) och den före detta amerikanska fotbollsspelaren Jimmy Dix (Damon Wayans) för att förhindra att en amerikansk senator blir mördad. De märker snart att det finns skumma motiv bakom mordet på Cory och att de själva nu också svävar i livsfara.

## Om filmen
Den siste scouten regisserades av Tony Scott. Filmen hade världspremiär 12 december 1991 i Westwood, Kalifornien, med allmän biopremiär i USA dagen efter. I Sverigepremiär hade den premiär 10 januari 1992.

## Rollista (urval)
| Bruce Willis     | – Joe Hallenbeck    |
| Damon Wayans     | – Jimmy Dix         |
| Chelsea Field    | – Sarah Hallenbeck  |
| Noble Willingham | – Sheldon Marcone   |
| Taylor Negron    | – Milo              |
| Danielle Harris  | – Darian Hallenbeck |
| Halle Berry      | – Cory              |
| Bruce McGill     | – Mike Matthews     |
| Kim Coates       | – Chet              |
| Eddie Griffin    | – M.C.              |